# Popular (The Weeknd)
Popular è un singolo del cantautore canadese The Weeknd, pubblicato il 2 giugno 2023.
Il brano ha visto le partecipazioni vocali del rapper statunitense Playboi Carti e della cantante statunitense Madonna. Originariamente composto per la colonna sonora della serie televisiva The Idol, il brano è stato successivamente incluso nell'edizione deluxe digitale della raccolta The Highlights uscita nel 2024.

## Antefatti
The Weeknd ha annunciato il brano il 31 maggio 2023, rivelando che è stato realizzato in collaborazione con il rapper statunitense Playboi Carti e la cantante statunitense Madonna e aggiungendo che sarebbe entrato a fare parte della colonna sonora The Idol, Vol. 1 della serie televisiva trasmessa da HBO The Idol.
Durante un'intervista con Zane Lowe per Apple Music, The Weeknd ha rivelato che originariamente il brano sarebbe dovuto essere una collaborazione tra lui e Carti e che Madonna era stata aggiunta dopo, dicendo che era la migliore aggiunta possibile al brano, definendola «la popstar definitiva» e dicendo che voleva collaborare con lei da sempre.

## Descrizione
Popular è un brano R&B in mid-tempo ed è caratterizzata da una base strumentale composta da sintetizzatori in espansione e percussioni varie. Secondo Starr Bowenbank di Billboard il brano presenta sonorità ispirate all'urban pop degli anni 2000.

## Promozione
Uno snippet del brano è stato riprodotto durante l'anteprima di The Idol al festival di Cannes 2023. Il singolo è stato poi pubblicato digitalmente il 2 giugno 2023.
Il 26 febbraio 2024 Popular è stato ripubblicato digitalmente con l'aggiunta di varie versioni del brano.

## Video musicale
Il video, diretto dalla Cliqua Production, è stato reso disponibile il 22 febbraio 2024 attraverso il canale YouTube di The Weeknd dopo essere stato mostrato in anteprima durante un evento su Fortnite una settimana prima. Nel video si vede The Weeknd mentre balla e beve nella Hatfield House, Madonna che balla e si sdraia su un divano in un appartamento agli ultimi piani di un grattacielo e Playboi Carti che si trova con una ragazza in una macchina.

## Tracce
Testi e musiche di Abel Tesfaye, Jordan Carter, Leland Wayne, Michael Dean, Tommy Rush, Sam Levinson, Michael Walker e John Flippin.
Download digitale – 1ª versione
1. Popular (with Playboi Carti & Madonna) – 3:35

Download digitale – 2ª versione
1. Popular (with Playboi Carti & Madonna) – 3:35
2. Popular (with Playboi Carti & Madonna) (Sped Up) – 3:07
3. Popular (with Playboi Carti & Madonna) (Slowed) – 4:18
4. Popular (with Playboi Carti & Madonna) (Instrumental) – 3:35
5. Popular (with Playboi Carti & Madonna) (A Cappella) – 3:35

## Classifiche

### Classifiche settimanali
| Classifica (2023-24) | Posizione massima |
| -------------------- | ----------------- |
| Australia            | 8                 |
| Austria              | 16                |
| Belgio (Vallonia)    | 15                |
| Bulgaria             | 2                 |
| Canada               | 10                |
| Danimarca            | 17                |
| Emirati Arabi Uniti  | 4                 |
| Finlandia            | 50                |
| Francia              | 77                |
| Germania             | 21                |
| Grecia               | 2                 |
| India                | 3                 |
| Irlanda              | 15                |
| Islanda              | 9                 |
| Israele              | 90                |
| Italia               | 82                |
| Lettonia             | 4                 |
| Libano               | 3                 |
| Lettonia             | 4                 |
| Lituania             | 12                |
| Lussemburgo          | 16                |
| Medio Oriente        | 12                |
| Norvegia             | 11                |
| Nuova Zelanda        | 6                 |
| Paesi Bassi          | 23                |
| Panama               | 132               |
| Polonia              | 51                |
| Portogallo           | 23                |
| Regno Unito          | 10                |
| Repubblica Ceca      | 27                |
| Russia               | 190               |
| Singapore            | 28                |
| Slovacchia           | 5                 |
| Stati Uniti          | 43                |
| Svezia               | 27                |
| Svizzera             | 11                |
| Ungheria             | 26                |

### Classifiche di fine anno
| Classifica (2023) | Posizione |
| ----------------- | --------- |
| Australia         | 45        |
| Belgio (Vallonia) | 59        |
| Canada            | 58        |
| Germania          | 85        |
| Svizzera          | 77        |
| Classifica (2024) | Posizione |
| Australia         | 82        |
| India             | 13        |